# Catherine Clive

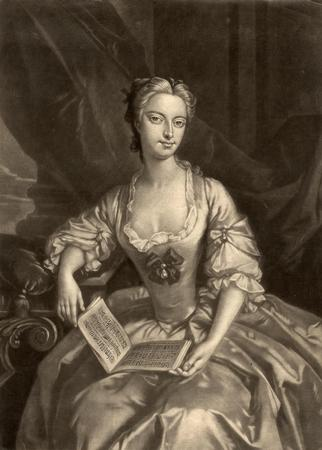
Catherine Clive

Catherine "Kitty" Clive (född Raftor), född 1711, död 6 december 1785, var en brittisk skådespelerska.
Clive var från 1728 verksam i London, främst vid Drury Lane-teatern, där hon särskilt i subrettroller med sin humor och drastiska komik gjorde hyllade föreställningar vid sidan av David Garrick.